# Athenaeum 2 Pengős Regények
Az Athenaeum 2 Pengős Regények egy 1930-as években megjelent magyar nyelvű szépirodalmi könyvsorozat. Az Athenaeum Irodalmi és Nyomdai Rt. gondozásban Budapesten megjelent sorozat többek közt a következő köteteket tartalmazta:
- Alan Alexander Milne: Micsoda négy nap!
- André Maurois: A boldogság ösztöne
- André Maurois: Asszonyok útja
- Beczássy Judit: Mindenért fizetni kell
- Bródy Lili: A felesége tartja el
- Bródy Lili: A Manci
- Bródy Lili: Első ütem
- Edna Ferber: Az erdő fia
- Fannie Hurst: Asszony a vonaton
- Földes Jolán: A halászó macska uccája
- Földi Mihály: A lázadó szűz
- Földi Mihály: A meztelen ember
- Földi Mihály: Isten országa felé
- Frank Arnau: Halálra ítélem
- Franz Werfel: A nápolyi testvérek
- Heltai Jenő: Az asszony körül
- Vicente Blasco Ibáñez: A meztelen asszony
- Irène Némirovsky: Halálos szépség
- Irmgard Keun: Gilgi
- J. B. Priestley: A nap hőse
- Jack London: A beszélő kutya
- Jacques Deval: A préda
- James Hilton: A Kék Hold völgye
- Joseph Hergesheimer: Az estélyi ruha
- Louis Bromfield: Huszonnégy óra
- Margaret Kennedy: Veled vagy nélküled
- Martin Maurice: Szerelem, örök titok
- Mary Borden: Rágalom
- Mazo de la Roche: Jalna lakói
- Michal Choromanski: Orvosok és betegek
- Móricz Zsigmond: Rab oroszlán
- Nádas Sándor: 36,9
- Pantelejmon Romanov: Három pár selyemharisnya
- Robert Graves: A ritka bélyeg
- Rose Macaulay: A két Daisy
- Salvator Gotta: A világ legszebb asszonya
- Sigrid Undset: Pogány szerelem
- Sinclair Lewis: A sólyom útja
- Szép Ernő: Ádámcsutka
- Szitnyai Zoltán: Nincs feltámadás
- Szomory Dezső: Gyuri
- Ursula Parrott: Szabad a csók
- Van Vechten: Néger mennyország
- Vicki Baum: Az utolsó tánc
- Vicki Baum: Baleset
- Vicki Baum: Keddtől szombatig
- Vicki Baum: Tavaszi vásár
- W. B. Maxwell: Az igazi férfi
- William Somerset Maugham: Sör és perec
- Zilahy Lajos: A lélek kialszik